# Kravica (rijeka)
Kravica je rijeka u Bosni i Hercegovini.
Izvire sjeverno od Srebrenice. Ulijeva se u Jadar, pritok Drinjače.
Tijekom poplava 2014., neki od mostova preko rijeke su se urušili pod vodenom bujicom.